# Krak-Hügel

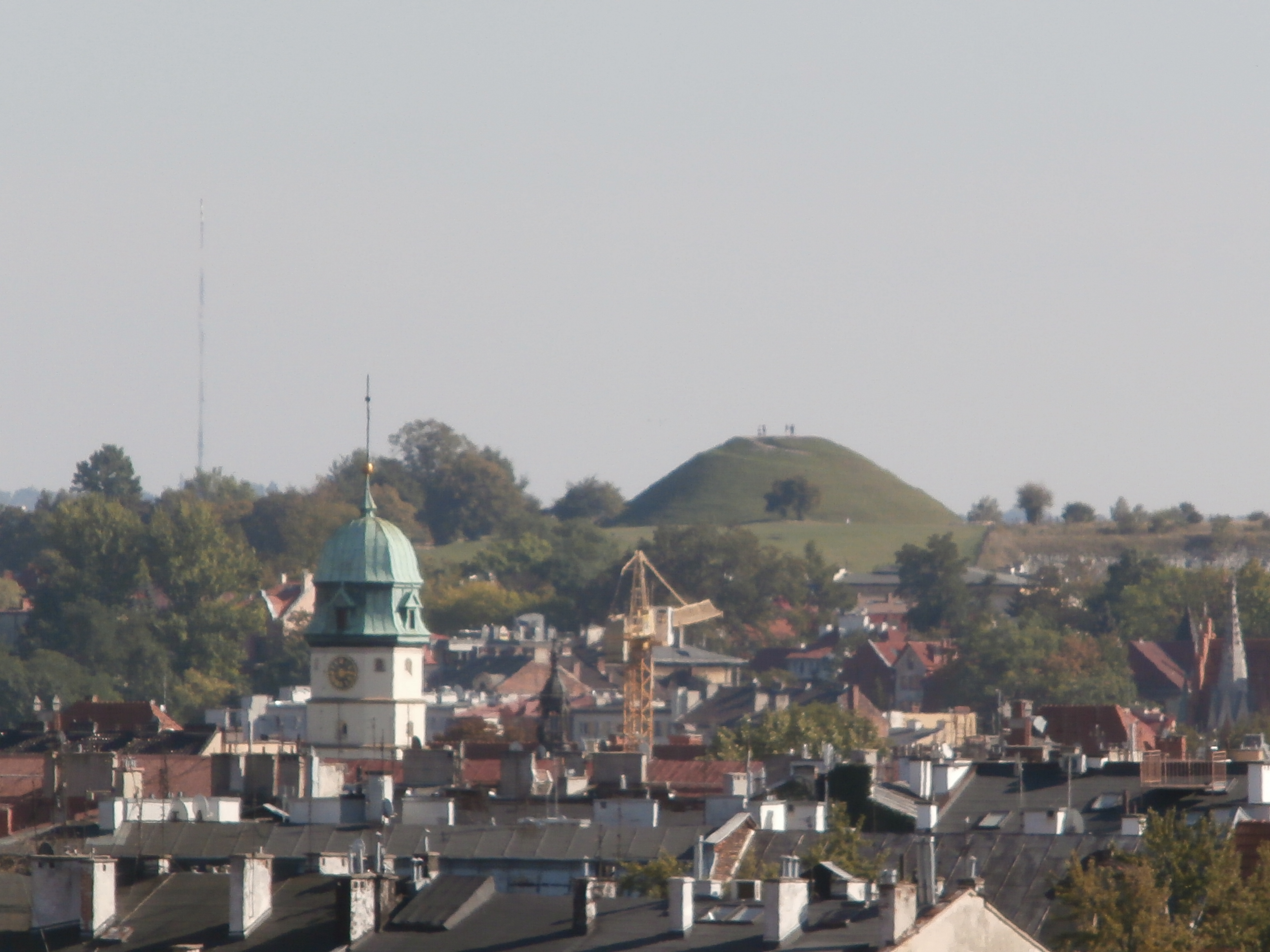
Blick von Kazimierz

Der Krak-Hügel (polnisch Kopiec Kraka oder polnisch Kopiec Krakusa) in Krakau wurde im 6. Jahrhundert auf dem Lasota-Hügel wahrscheinlich von den Wislanen als Grabhügel des legendären Herrschers Krak aufgeschüttet. Seine Höhe beträgt ca. 16 Meter und sein Durchmesser 57 Meter. Das Volksfest Rękawka findet am Krak-Hügel zur Osterzeit statt.

## Geschichte
Bei archäologischen Untersuchungen des Krak-Hügels wurden menschliche Überreste und Kultgegenstände, möglicherweise Grabbeilagen der Przeworsk-Kultur, Lausitzer Kultur und Pommerellische Gesichtsurnenkultur gefunden, die alle bedeutend älter sind als der Hügel selbst. Der Hügel selbst könnte awarischen, keltischen, skythischen, hunnischen oder westslawischen Ursprungs sein. In habsburgerischer Zeit wurde am Hügel das Fort 33 Krakus der Festung Krakau errichtet.
Blickt man vom Wanda-Hügel am 4. Februar oder 6. Februar gen Westen, dann sieht man den Sonnenuntergang genau über dem Krak-Hügel. Blickt man vom Krak-Hügel am 2. Mai oder 10. August gen Osten, dann sieht man den Sonnenaufgang genau über dem Wanda-Hügel. Dies sind Daten von slawischen Festen der Totenfeiern im Herbst und Frühjahr sowie Feste der Gromnica und des slawischen Gottes Perun.

## Rundblick

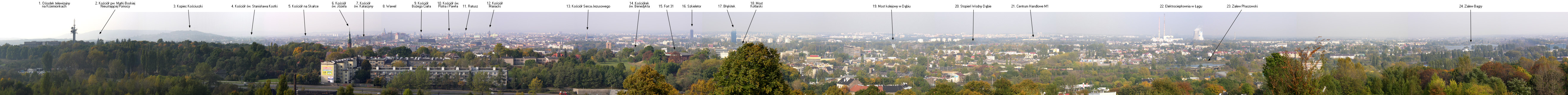

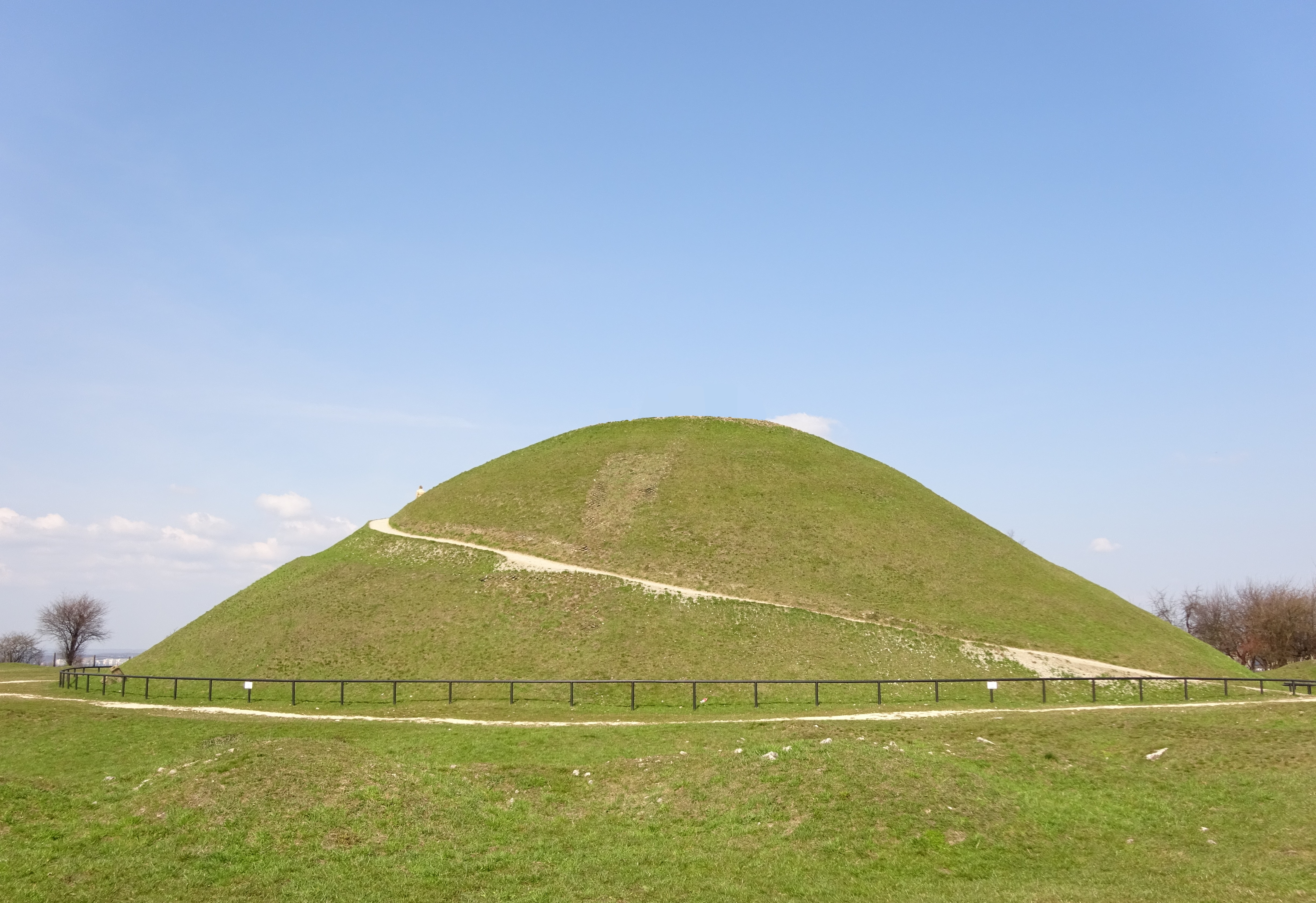
Sommer
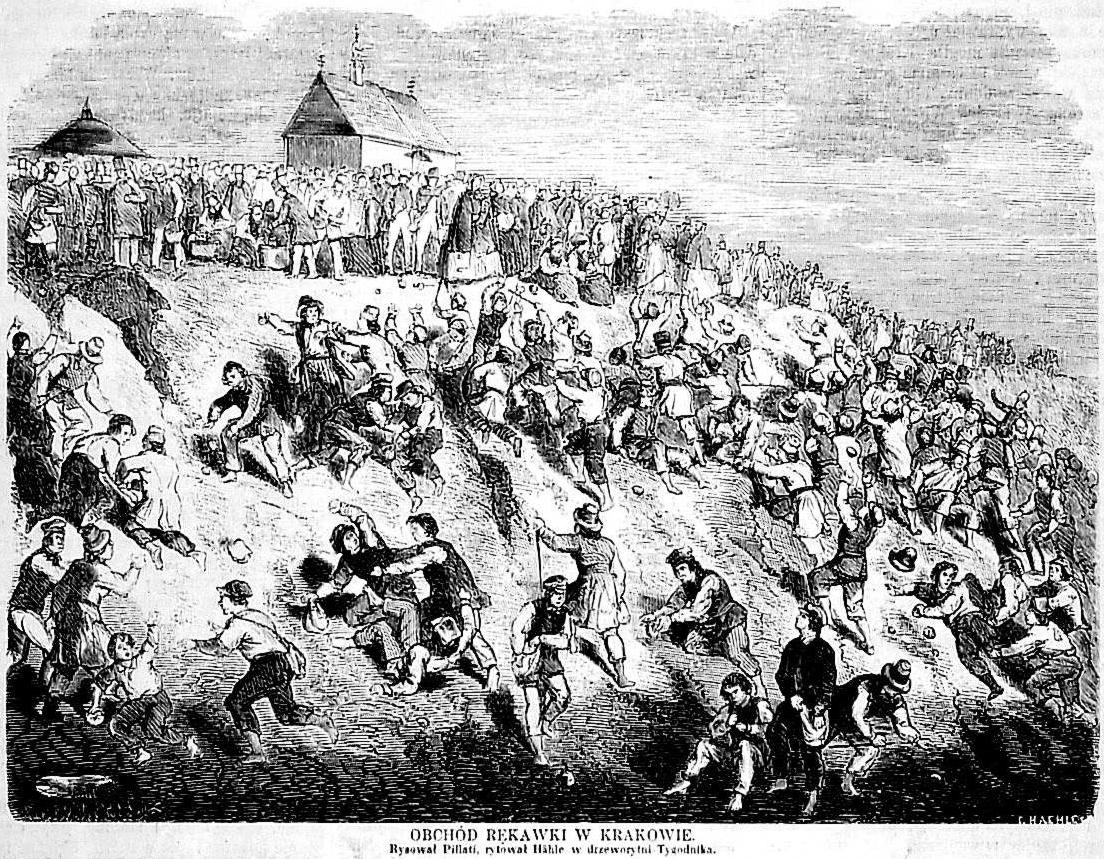
Rękawka 7./19. Mai 1860.
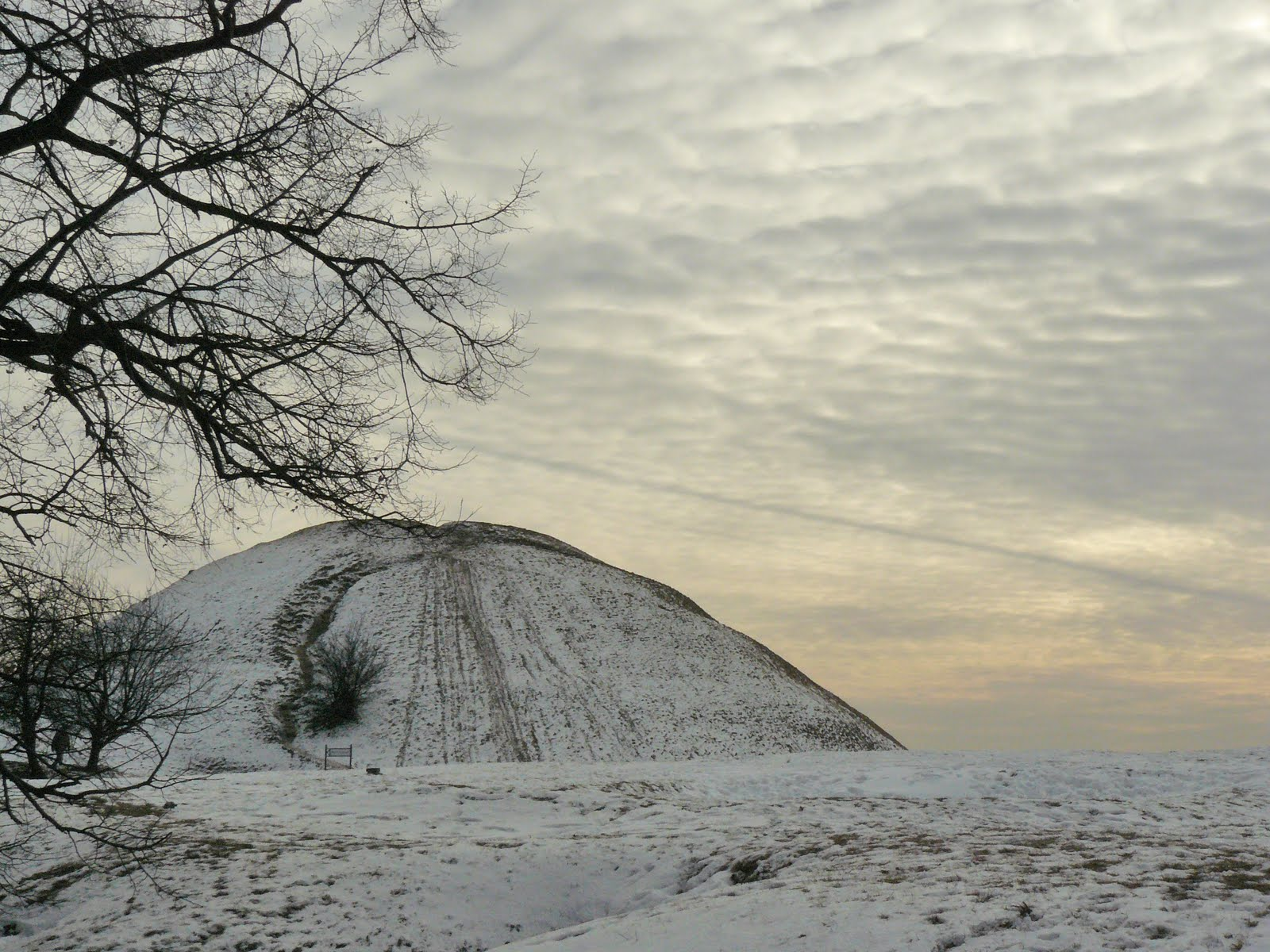
Winter
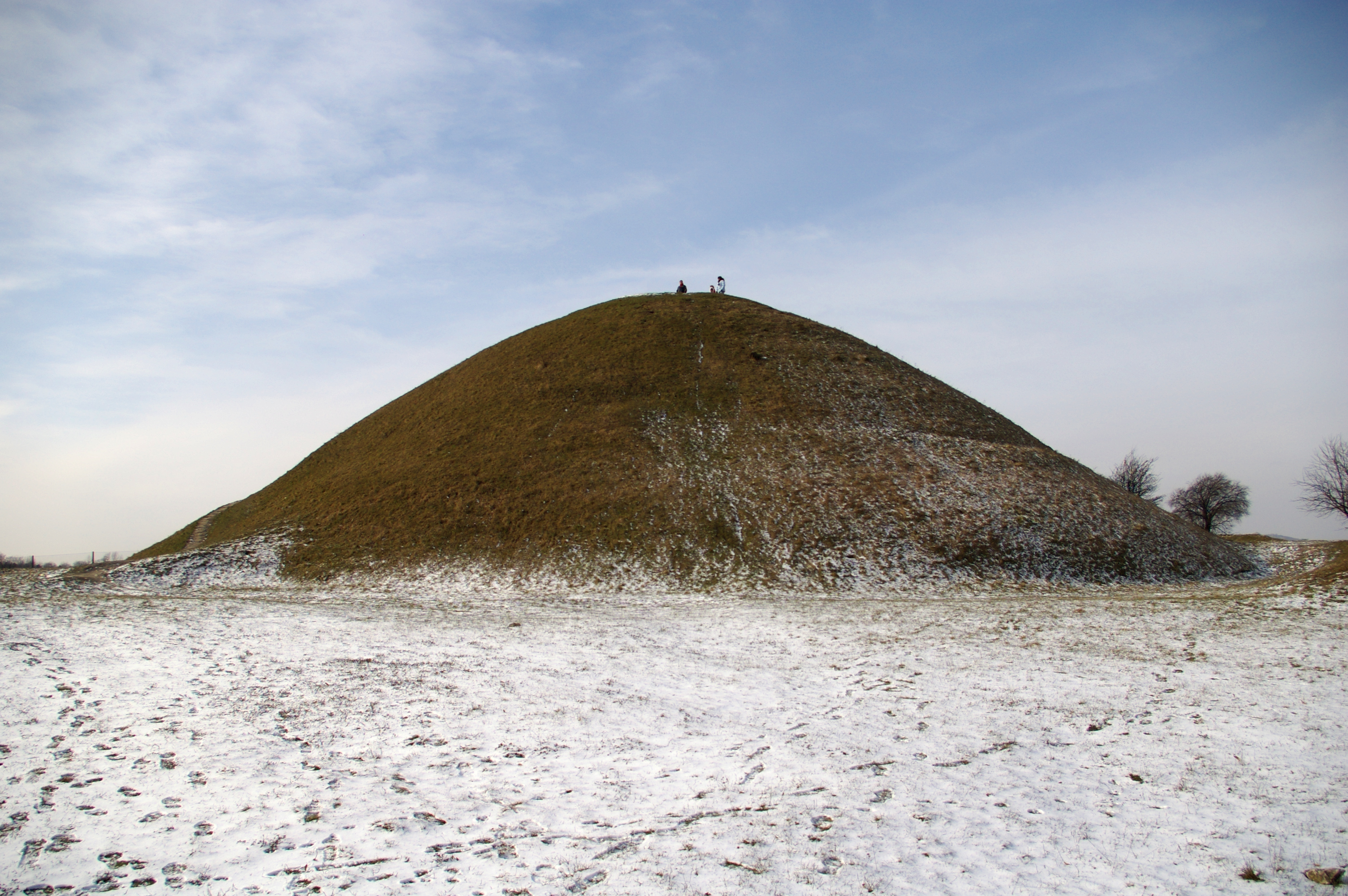
Winter
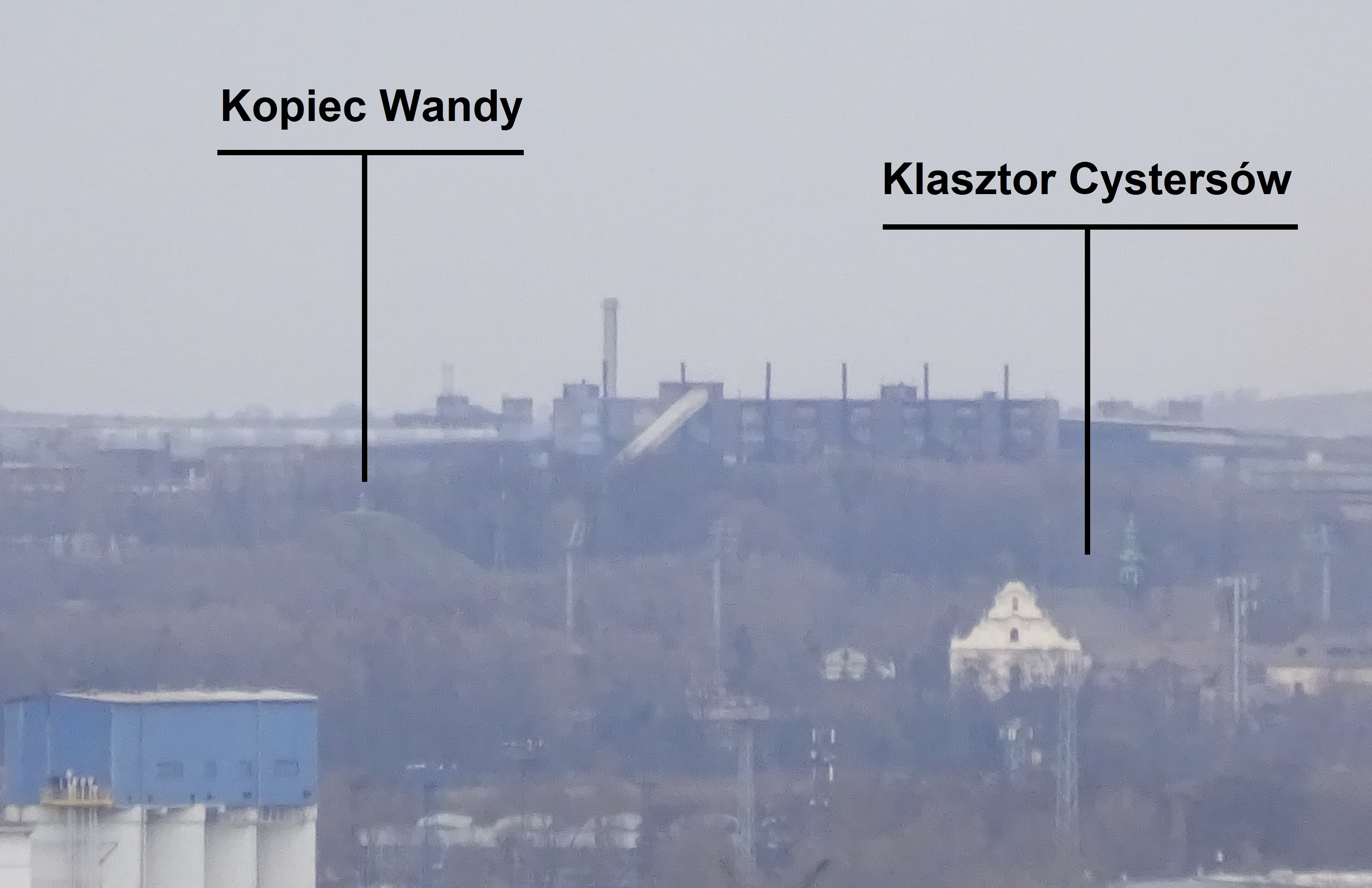
Blick Richtung Wanda-Hügel
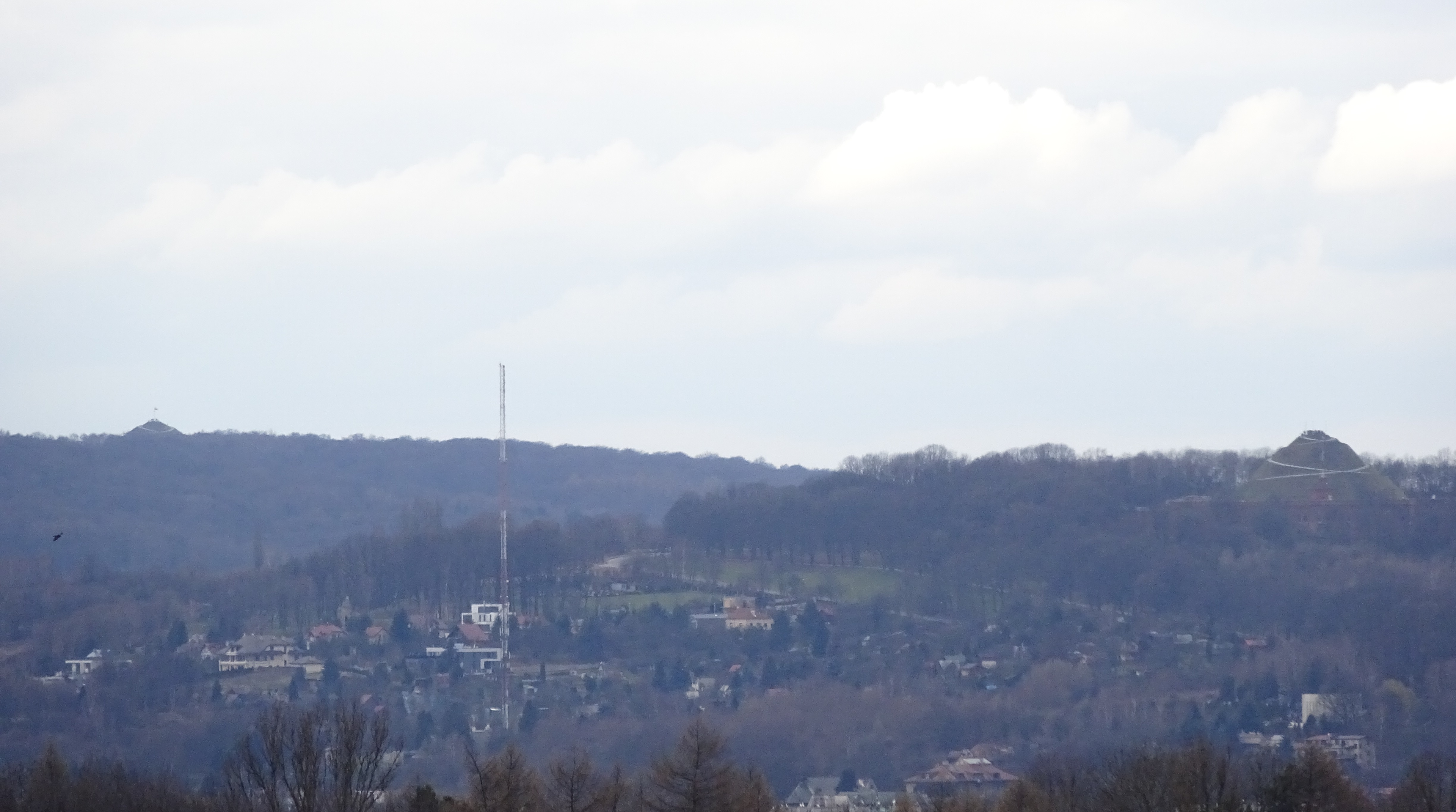
Blick Richtung Piłsudski-Hügel und Kościuszko-Hügel
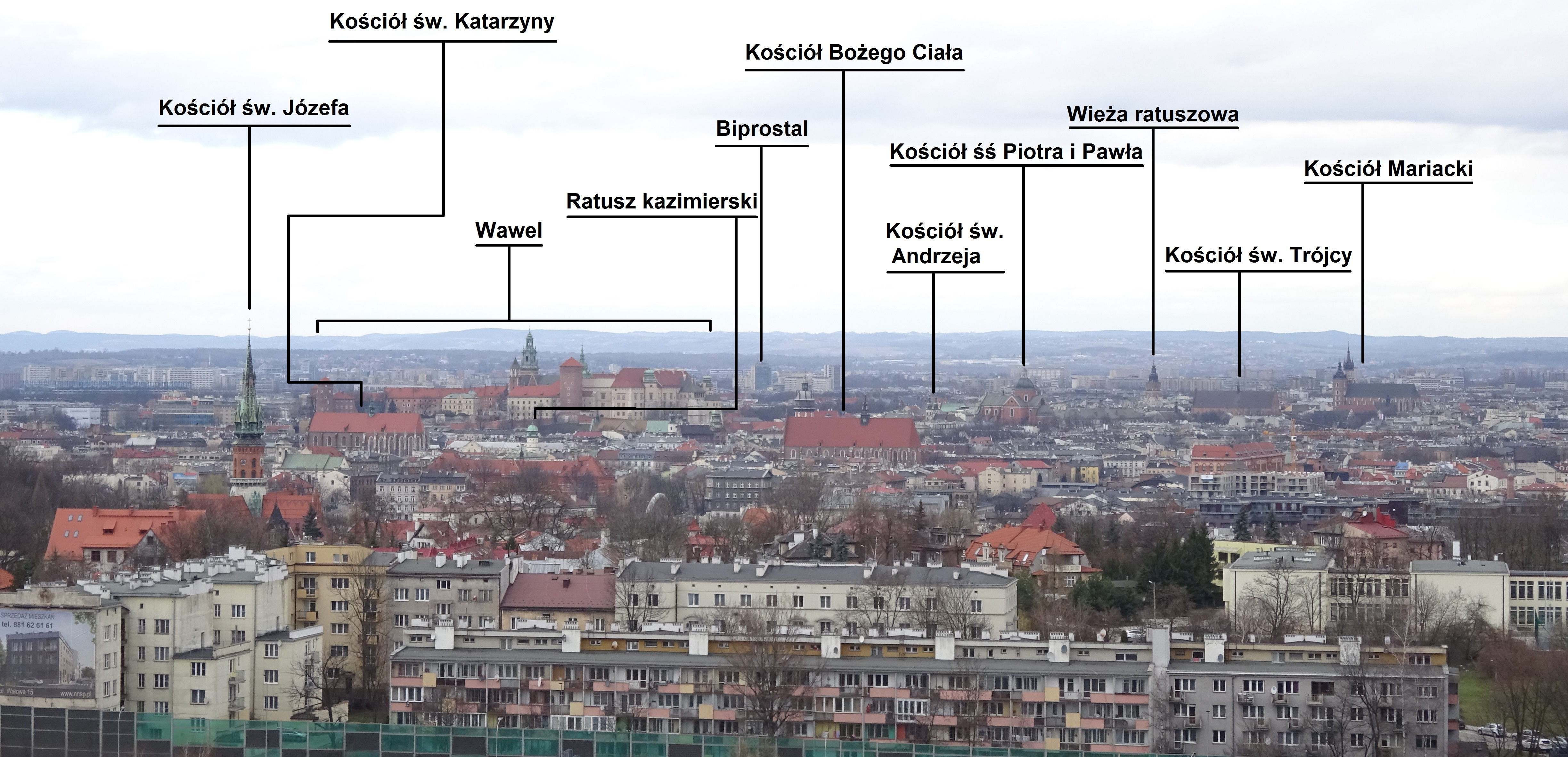
Panorama vom Hügel